# Forte di Pietole
Il Forte di Pietole è una struttura militare ottocentesca che sorge nella località omonima del comune di Borgo Virgilio, in provincia di Mantova, al confine con il territorio del comune di Mantova in cui ricade l'accesso principale. Vi ha sede il Parco Museo Virgilio.

## Storia
Il forte fu edificato nel 1808 su progetto del generale francese François de Chasseloup-Laubat, inviato di Napoleone, contemporaneamente a quelli di Belfiore e di San Giorgio a difesa della vicina città di Mantova. Il luogo scelto per la sua edificazione era strategico, infatti, data la sua vicinanza al fiume Mincio, dal forte era possibile regolare la portata delle acque in modo da allagare la valle del Paiolo e la zona a sud della città, isolandola in caso di necessità belliche.
Passò agli austriaci dopo il 1814, che lo completarono e lo potenziarono per adattarlo a polveriera. Di proprietà dello Stato italiano dopo gli austriaci, allo scoppio della prima guerra mondiale il forte fu utilizzato come deposito anche per armi. Il 28 aprile 1917 vi si scatenò un incendio, che distrusse gran parte della polveriera. I militari lo lasciarono definitivamente nel 1983. Successivamente ricadde all'interno del neoistituito Parco regionale del Mincio.
Nel 2007, all'epoca in cui il Comune di Virgilio iniziò a mostrare interesse alla struttura, il forte fu dismesso definitivamente dal Ministero della Difesa. Dopo esser rimasto a lungo senza uso e abbandonato, solo nel maggio 2011 un gruppo di volontari si è impegnato a ripulire parzialmente la fortezza, per un recupero del bene come risorsa storico-culturale. Dal 2014 è passato al Comune di Borgo Virgilio. Da aprile 2024 una delle casematte ospita il Parco Museo Virgilio ed è è stato in parte recuperato e reso fruibile per il pubblico.

## Struttura
Il forte godeva di una massiccia struttura fortificata, difesa su tre dei quattro lati da grandi terrapieni e da quattro bastioni. Attaccati a questi si trovavano le casermette per la difesa del vicino fossato, che si distendeva lungo le mura perimetrali. Lungo il suo perimetro, scorre una strada coperta, che si mette in comunicazione con l'interno della fortezza in due punti.
Particolari sono le gallerie di contromina che scorrono al di sotto della fortificazione, che potevano essere minate e fatte saltare in aria in caso di necessità, distruggendo le forze nemiche sotto le quali queste passavano.

Il forte e le strutture annesse prima del 2019
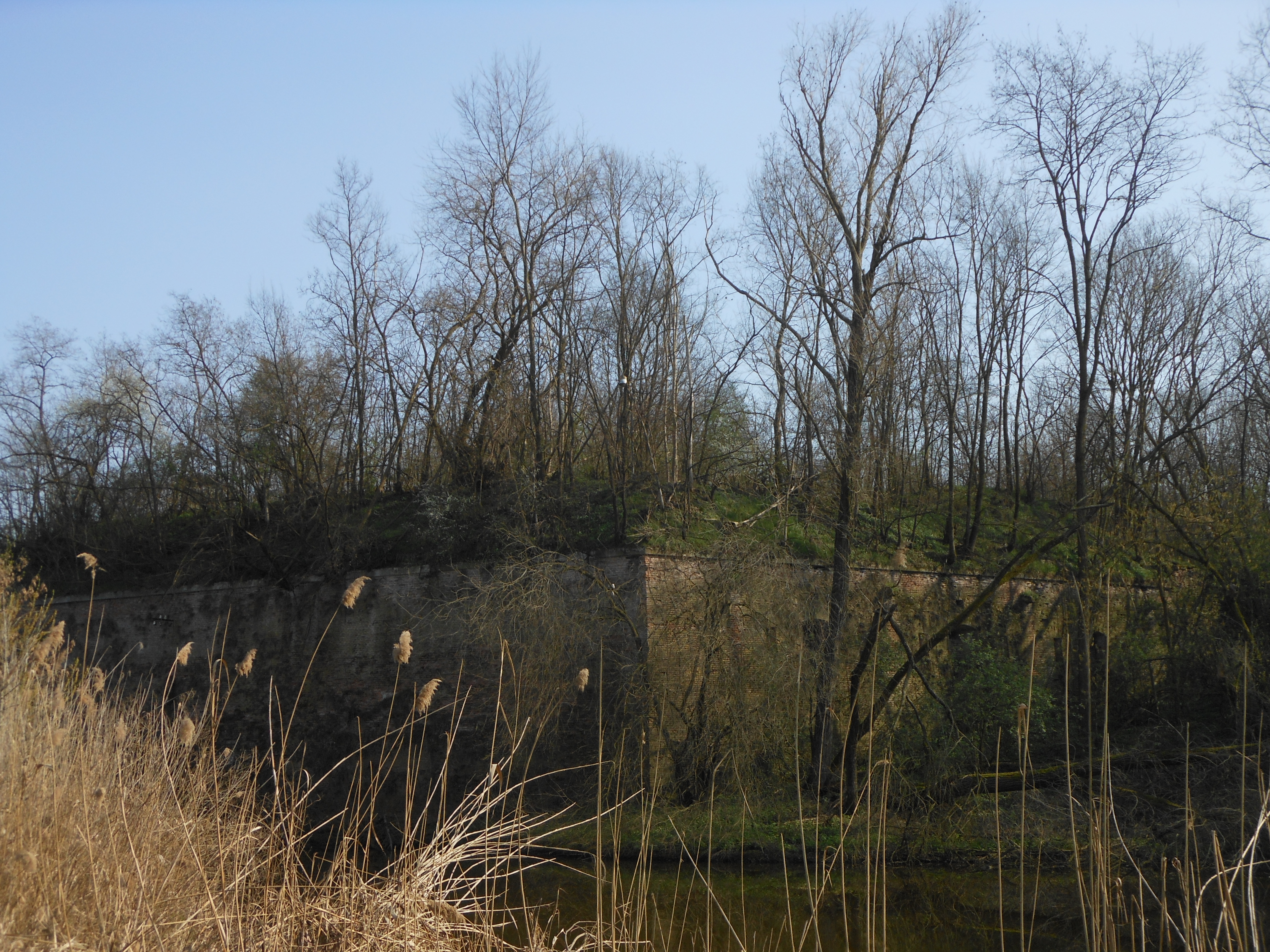
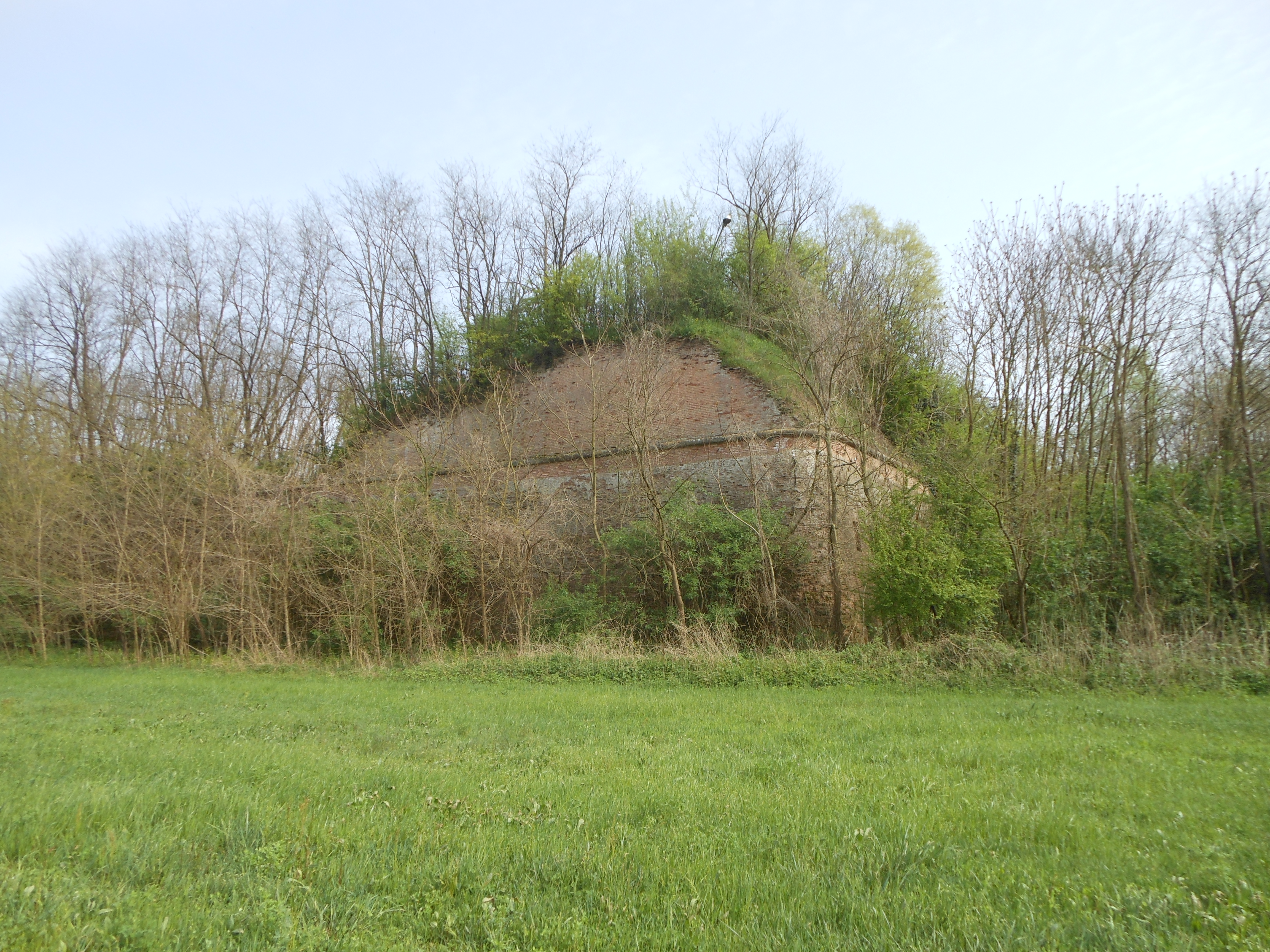
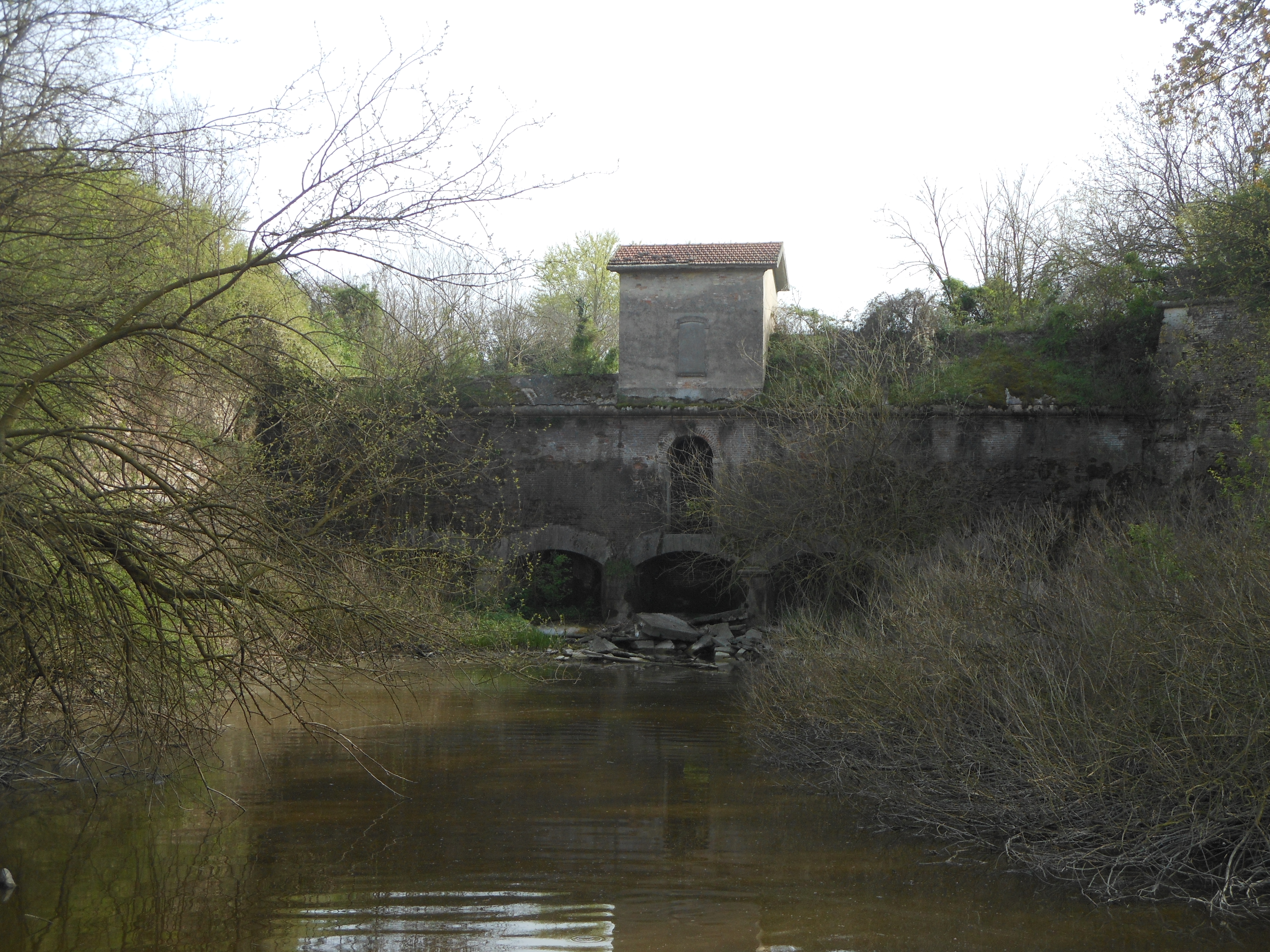
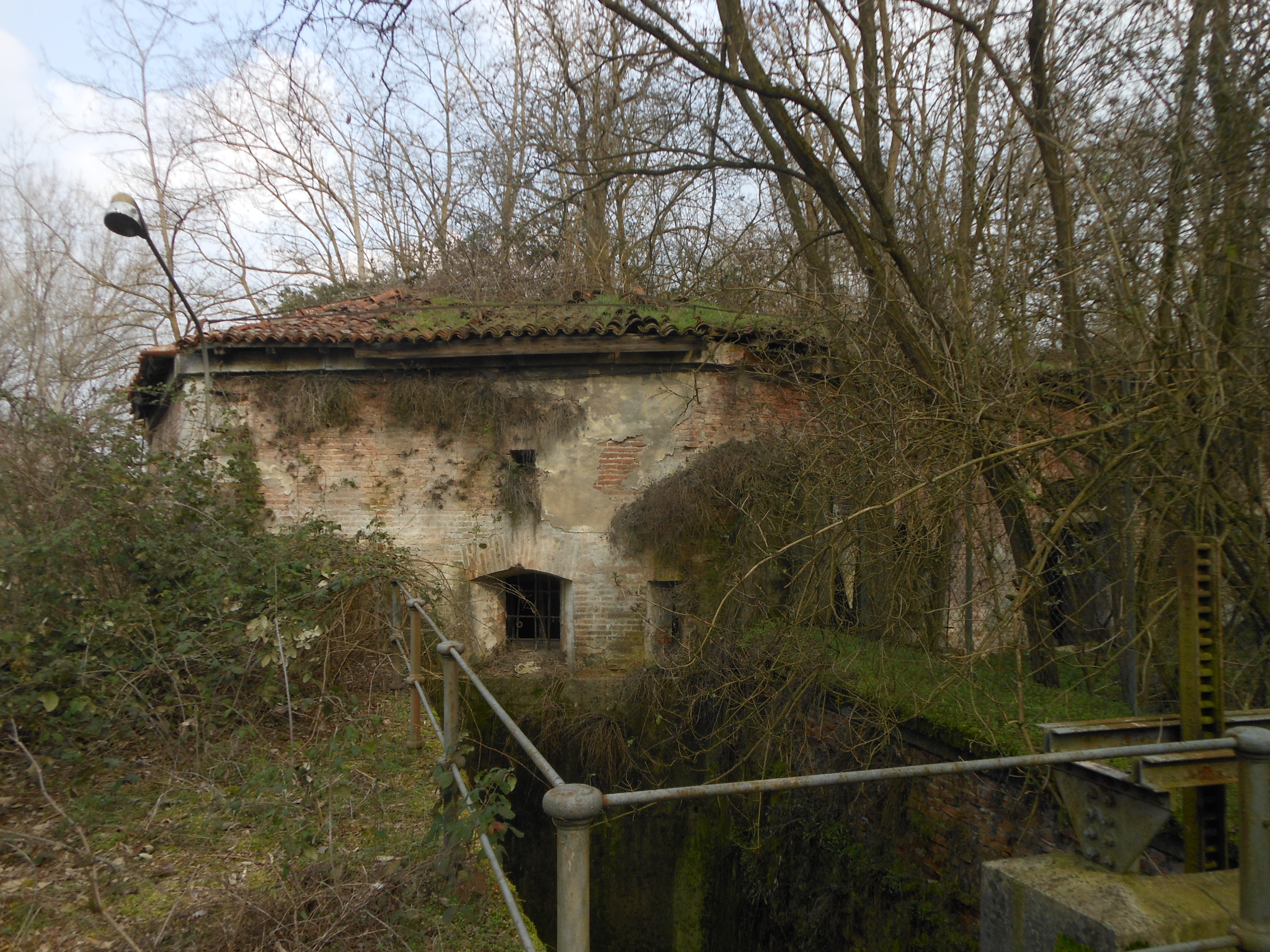
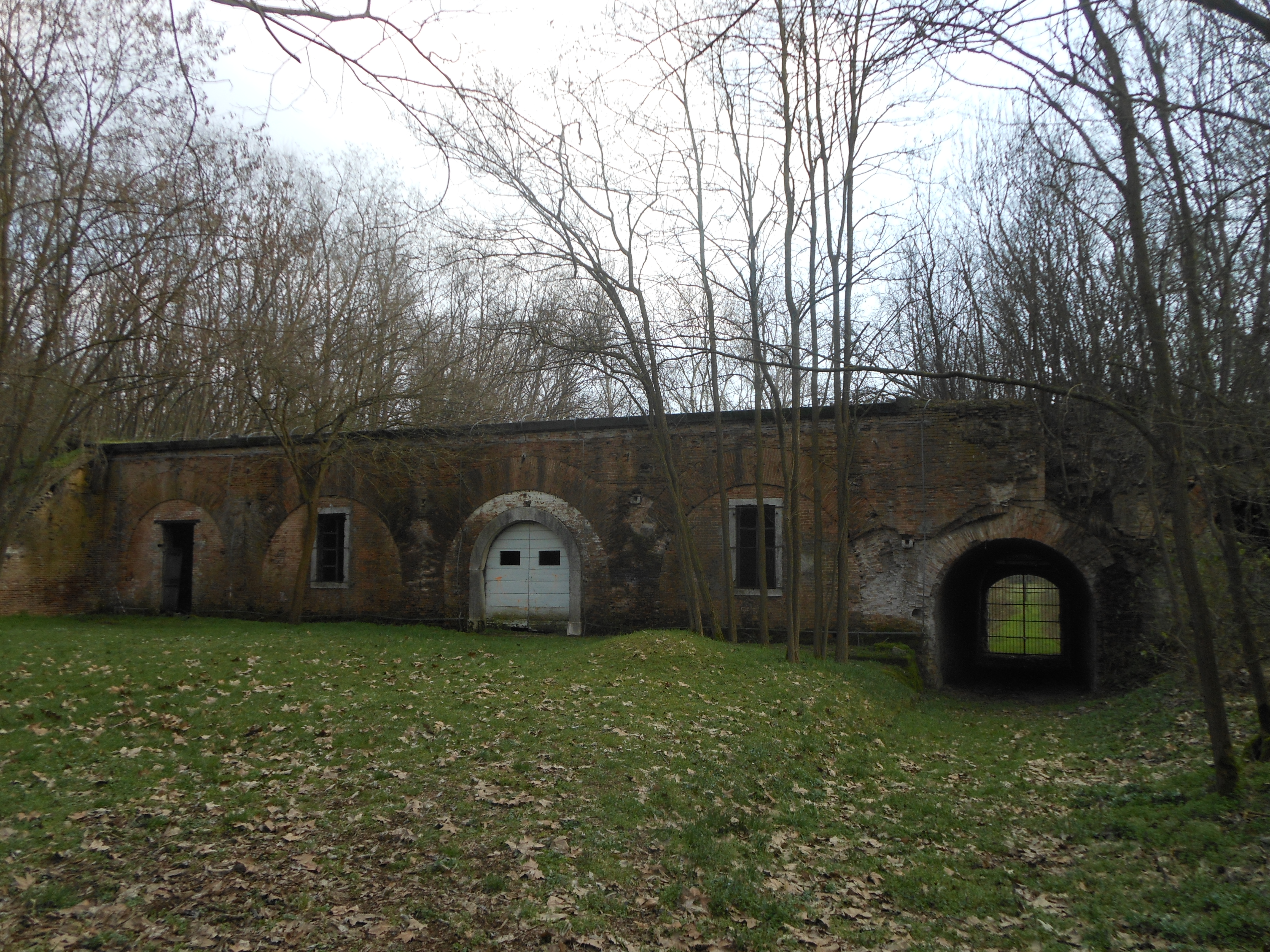
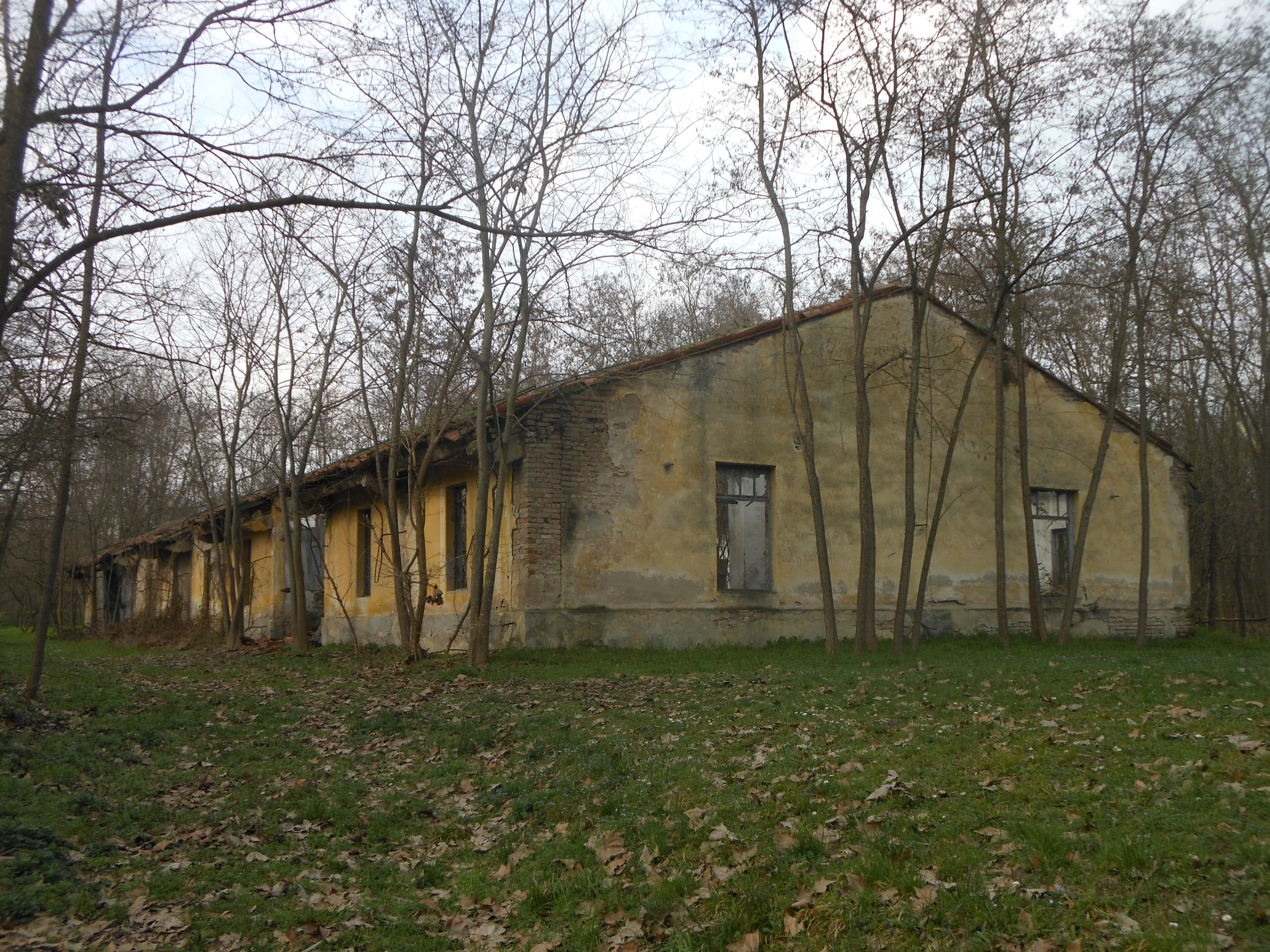
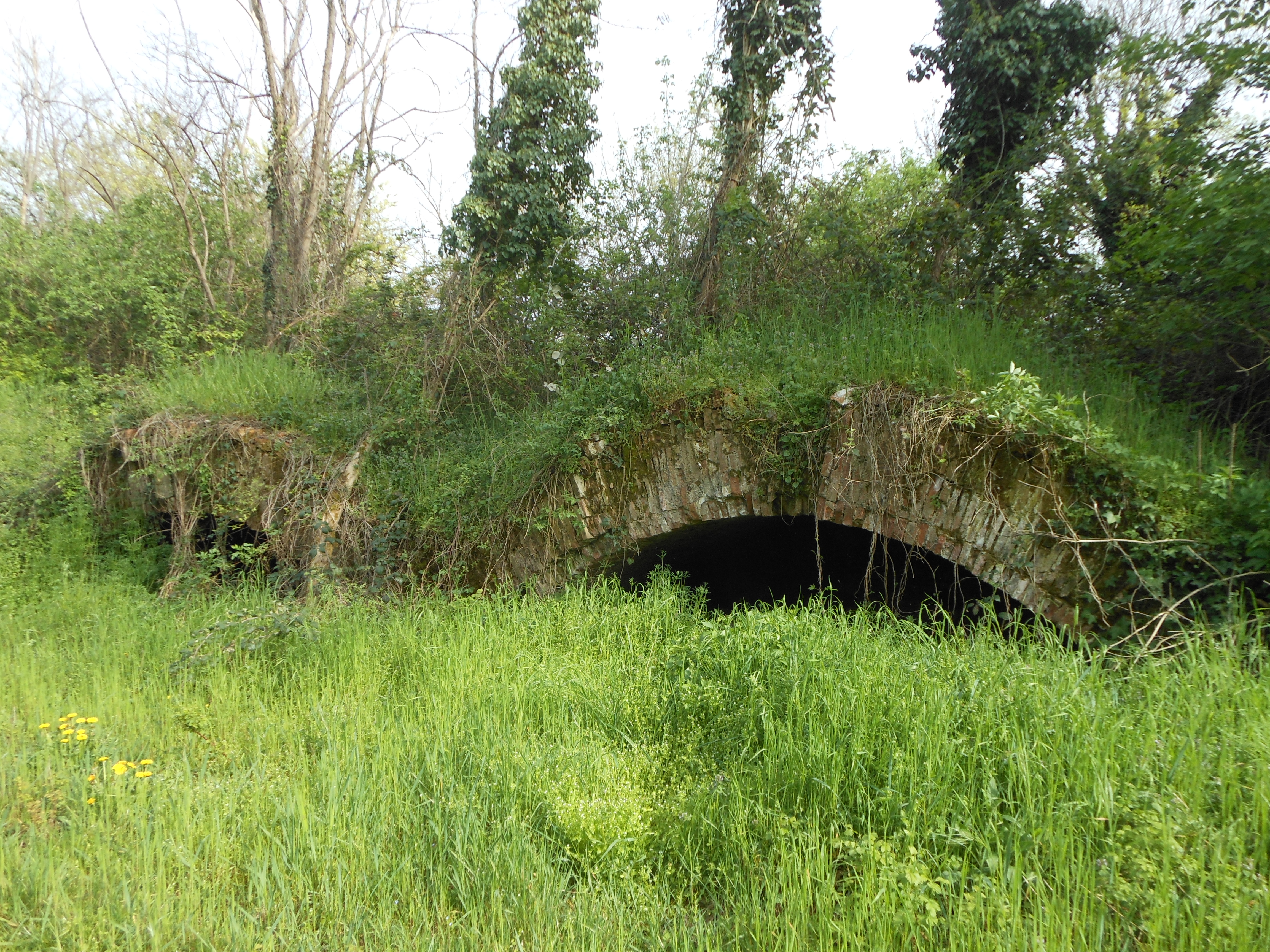